# ミシェル・ウォーターソン
ミシェル・ウォーターソン＝ゴメス（Michelle Waterson-Gomez、1986年1月6日 - ）は、アメリカ合衆国の女性総合格闘家。タイ系アメリカ人。コロラド州オーロラ出身。ジャクソンズMMA所属。元Invicta FCアトム級王者。

## 来歴
コロラドスプリングスで生まれ、オーロラで育つ。10歳で空手を始める。
高校卒業後にモデルとして活動。
2007年2月16日、総合格闘技デビュー。
2010年4月24日、吉田正子と対戦して1ラウンドTKO勝利。
結婚と出産のため約2年間試合から離れる。
2012年1月21日、復帰試合でダイアナ・ラエルと対戦し、チョークスリーパーで一本勝ち。

### Invicta FC
2013年4月5日、Invicta FC 5でInvicta FCアトム級王者のジェシカ・ペネに挑戦し、4ラウンドに下からの腕ひしぎ十字固めで一本勝ちを収め王座獲得に成功した。ファイト・オブ・ザ・ナイトを受賞した。
2014年9月6日、Invicta FC 8のInvicta FCアトム級タイトルマッチで挑戦者の玉田育子と対戦し、3ラウンドに膝蹴りから右ストレートを入れたところでレフェリーが試合を止め、TKO勝利で王座の初防衛に成功した。
2014年12月5日、Invicta FC 10のInvicta FCアトム級タイトルマッチで挑戦者のエリカ・チブルシオと対戦し、ギロチンチョークで一本負けを喫し王座陥落した。

### UFC
2015年7月12日、UFC初参戦となったThe Ultimate Fighter 21 Finaleでアンジェラ・マガニャと対戦し、リアネイキドチョークで一本勝ちを収めた。
2016年12月17日、UFC on FOX 22で女子ストロー級ランキング7位のペイジ・ヴァンザントと対戦し、リアネイキドチョークで一本勝ち。パフォーマンス・オブ・ザ・ナイトを受賞した。
2017年4月15日、UFC on FOX 24で女子ストロー級ランキング4位のローズ・ナマユナスと対戦し、リアネイキッドチョークで一本負け。
2017年12月2日、UFC 218で女子ストロー級ランキング5位のティーシャ・トーレスと対戦し、判定負け。
2018年4月14日、UFC on FOX 29で女子ストロー級ランキング10位のコートニー・ケイシーと対戦し、2-1の判定勝ち。
2018年10月6日、UFC 229で女子ストロー級ランキング9位のフェリス・ヘリッグと対戦し、3-0の判定勝ち。
2019年3月30日、UFC on ESPN: Barboza vs. Gaethjeで女子ストロー級ランキング6位のカロリーナ・コバケビッチと対戦し、3-0の判定勝ち。
2019年10月12日、UFC Fight Night: Joanna vs. Watersonで女子ストロー級ランキング5位のヨアナ・イェンジェイチックと対戦し、0-3の5R判定負け。
2020年5月9日、UFC 249で女子ストロー級ランキング7位のカーラ・エスパルザと対戦し、1-2の判定負け。
2020年9月12日、UFC Fight Night: Waterson vs. Hillで女子ストロー級ランキング13位のアンジェラ・ヒルと対戦し、判定勝ち。ファイト・オブ・ザ・ナイトを受賞した。
2022年7月16日、UFC on ABC: Ortega vs. Rodríguezで女子ストロー級ランキング11位のアマンダ・レモスと対戦し、ギロチンチョークで2R一本負け。
2023年4月8日、UFC 287で女子フライ級ランキング15位のルアナ・ピニェーロと対戦し、1-2の判定負け。
2023年9月23日、UFC Fight Night: Fiziev vs. Gamrotで女子ストロー級ランキング8位のマリナ・ロドリゲスと再戦し、パウンドで2RTKO負け。
2024年6月29日、UFC 303でジリアン・ロバートソンと対戦し、0-3の判定負け。試合後に引退を発表した。

## 人物・エピソード
- バンド「メガデス」の『ヘッド・クラッシャー』のミュージックビデオに出演している。

## 戦績
| 総合格闘技 戦績 | 総合格闘技 戦績 | 総合格闘技 戦績 | 総合格闘技 戦績 | 総合格闘技 戦績 | 総合格闘技 戦績 | 総合格闘技 戦績 |
| --------------- | --------------- | --------------- | --------------- | --------------- | --------------- | --------------- |
| 31 試合         | (T)KO           | 一本            | 判定            | その他          | 引き分け        | 無効試合        |
| 18 勝           | 3               | 9               | 6               | 0               | 0               | 0               |
| 13 敗           | 2               | 4               | 7               | 0               | 0               | 0               |

| 勝敗 | 対戦相手                   | 試合結果                         | 大会名                                                                    | 開催年月日     |
| ×    | ジリアン・ロバートソン     | 5分3R終了 判定0-3                | UFC 303: Pereira vs. Procházka 2                                          | 2024年6月29日  |
| ×    | マリナ・ロドリゲス         | 2R 2:42 TKO（パウンド）          | UFC Fight Night: Fiziev vs. Gamrot                                        | 2023年9月23日  |
| ×    | ルアナ・ピニェーロ         | 5分3R終了 判定1-2                | UFC 287: Pereira vs. Adesanya 2                                           | 2023年4月8日   |
| ×    | アマンダ・レモス           | 2R 1:48 ギロチンチョーク         | UFC on ABC 3: Ortega vs. Rodríguez                                        | 2022年7月16日  |
| ×    | マリナ・ロドリゲス         | 5分5R終了 判定0-3                | UFC on ESPN 24: Rodriguez vs. Waterson                                    | 2021年5月8日   |
| ○    | アンジェラ・ヒル           | 5分5R終了 判定2-1                | UFC Fight Night: Waterson vs. Hill                                        | 2020年9月12日  |
| ×    | カーラ・エスパルザ         | 5分3R終了 判定1-2                | UFC 249: Ferguson vs. Gaethje                                             | 2020年5月9日   |
| ×    | ヨアナ・イェンジェイチック | 5分5R終了 判定0-3                | UFC Fight Night: Joanna vs. Waterson                                      | 2019年10月12日 |
| ○    | カロリーナ・コバケビッチ   | 5分3R終了 判定3-0                | UFC on ESPN 2: Barboza vs. Gaethje                                        | 2019年3月30日  |
| ○    | フェリス・ヘリッグ         | 5分3R終了 判定3-0                | UFC 229: Khabib vs. McGregor                                              | 2018年10月6日  |
| ○    | コートニー・ケイシー       | 5分3R終了 判定2-1                | UFC on FOX 29: Poirier vs. Gaethje                                        | 2018年4月14日  |
| ×    | ティーシャ・トーレス       | 5分3R終了 判定0-3                | UFC 218: Holloway vs. Aldo 2                                              | 2017年12月2日  |
| ×    | ローズ・ナマユナス         | 2R 2:47 リアネイキドチョーク     | UFC on FOX 24: Johnson vs. Reis                                           | 2017年4月15日  |
| ○    | ペイジ・ヴァンザント       | 1R 3:21 リアネイキドチョーク     | UFC on FOX 22: VanZant vs. Waterson                                       | 2016年12月17日 |
| ○    | アンジェラ・マガニャ       | 3R 2:38 リアネイキドチョーク     | The Ultimate Fighter 21 Finale                                            | 2015年7月12日  |
| ×    | エリカ・チブルシオ         | 3R 1:04 ギロチンチョーク         | Invicta FC 10: Waterson vs. Tiburcio 【Invicta FCアトム級タイトルマッチ】 | 2014年12月5日  |
| ○    | 玉田育子                   | 3R 4:58 TKO（パンチ）            | Invicta FC 8: Waterson vs. Tamada 【Invicta FCアトム級タイトルマッチ】    | 2014年9月6日   |
| ○    | ジェシカ・ペネ             | 4R 2:31 腕ひしぎ十字固め         | Invicta FC 5: Penne vs. Waterson 【Invicta FCアトム級タイトルマッチ】     | 2013年4月5日   |
| ○    | Lacey Schuckman            | 5分3R終了 判定2-1                | Invicta FC 3: Penne vs. Sugiyama                                          | 2012年10月6日  |
| ○    | ダイアナ・ラエル           | 1R 2:12 チョークスリーパー       | Jackson's MMA Series 7                                                    | 2012年1月21日  |
| ○    | 吉田正子                   | 1R 4:17 TKO（パンチ）            | Crowbar MMA: Spring Brawl                                                 | 2010年4月24日  |
| ○    | Rosary Califano            | 1R 0:15 飛びつき腕ひしぎ十字固め | Beatdown at 4 Bears 6                                                     | 2010年2月13日  |
| ×    | エレナ・リード             | 2R 1:50 TKO（パンチ）            | Apache Gold: Extreme Beatdown                                             | 2009年4月11日  |
| ○    | カリーナ・テイラー         | 1R 2:36 TKO                      | Duke City MMA Series 1                                                    | 2009年3月14日  |
| ○    | タイラ・パーカー           | 1R 1:20 チョークスリーパー       | Strikeforce: Payback                                                      | 2008年10月3日  |
| ○    | Krystal Macatol            | 1R 0:22 腕ひしぎ十字固め         | SCA: Bike n Brawl 2                                                       | 2008年8月23日  |
| ○    | Thricia Poovey             | 2R 5:00 TKO（コーナーストップ）  | King of the Cage: Badlands                                                | 2008年7月12日  |
| ×    | リン・アルバレス           | 1R 1:19 フロントチョーク         | Ring of Fire 31: Undisputed                                               | 2007年12月1日  |
| ○    | Jaime Cook                 | 1R 1:33 腕ひしぎ十字固め         | Ring of Fire 30: Domination                                               | 2007年9月15日  |
| ×    | Alicia Gumm                | 5分2R終了 判定0-3                | RMBB: Battle of the Arts                                                  | 2007年6月30日  |
| ○    | アンドレア・ミラー         | 3分3R終了 判定3-0                | Ring of Fire 28: Evolution                                                | 2007年2月16日  |

## 獲得タイトル
- 第2代Invicta FCアトム級王座（2013年）

## 表彰
- ブラジリアン柔術 紫帯
- 空手 黒帯
- UFC パフォーマンス・オブ・ザ・ナイト（1回）
- Invicta FC ファイト・オブ・ザ・ナイト（2回）
- ウーマンズMMAアワード ファイト・オブ・ザ・イヤー（2013年/ジェシカ・ペネ戦）
- ウーマンズMMAアワード ファイト・オブ・ザ・イヤー（2014年/エリカ・チブリシオ戦）